# Eliteliga Vorarlberg
Die Eliteliga Vorarlberg (ehemals Vorarlbergliga, kurz VL) ist die höchste Fußballliga des österreichischen Bundeslands Vorarlberg und im Fußball-Ligasystem in Österreich die vierthöchste Spielklasse. Sie beschränkt sich ausschließlich auf Vereine des Vorarlberger Fußballverbands (VFV).

## Geschichte
1909–1938 Anfänge und Vorarlberger A-Klasse (1. Spielklasse in Vorarlberg)
| Saison                | Meister                |
| Vorarlberger A-Klasse | Vorarlberger A-Klasse  |
| --------------------- | ---------------------- |
| 1920/21               | FC Lustenau 07         |
| 1921/22               | FC Lustenau 07         |
| 1922/23               | FC Lustenau 07         |
| 1923/24               | FC Lustenau 07         |
| 1924/25               | FC Lustenau 07         |
| 1925/26               | FC Lustenau 07         |
| 1926/27               | FC Lustenau 07         |
| 1927/28               | FC Bregenz             |
| 1928/29               | FC Lustenau 07         |
| 1929/30               | FA Turnerbund Lustenau |
| 1930/31               | FC Lustenau 07         |
| 1931/32               | FC Lustenau 07         |
| 1932/33               | FC Lustenau 07         |
| 1933/34               | FC Lustenau 07         |
| 1934/35               | FC Lustenau 07         |
| 1935/36               | FC Lustenau 07         |
| 1936/37               | SC Austria Lustenau    |
| 1937/38               | FC Lustenau 07         |

Für die erste Meisterschaft 1920/21 wurde nur für die A-Klasse die Mannschaft des FC Lustenau klassifiziert, die später als offizieller Meister gelistet wird. In der B-Klasse spielten die Fußballabteilung des Turnerbund Lustenau, der Meister der Klasse wurde, die zweite und dritte Mannschaft des FC Lustenau und der FC Bregenz. Ab 1923/24 kam die erste Mannschaft des TV Jahn Lustenau hinzu, die aber ab der Saison 1926 ausstieg und 1927 stieg der FC Bregenz in das Meisterschaftsgeschehen der ersten Liga ein. 1929/30 kam eine vierte Mannschaft, die erste Mannschaft des FC Dornbirns, in die A-Klasse und ab dieser Zeit bis 1933 stieg der Erste der B-Klasse in die A-Klasse auf, der viertplatzierte der A-Klasse in die B-Klasse ab. In der Saison 1933/34 spielte man mit sechs Mannschaften und in der nächsten Saison trug man die Meisterschaft bis 1938 Mannschaften aus. Der Meister aus Vorarlberg heißt jede Saison fast immer FC Lustenau 07. Nur die Fußballabteilung des Turnerbund Lustenau 1930, der sich später SC Austria Lustenau nannte und 1930 die Meisterschaft holte, konnte die Siegesserie durchbrechen.
1938–1945 Bezirksklasse Bodensee-Vorarlberg (Fußball in der Kriegszeit)
| Saison                                                                                            | Meister                           |
| Bezirksklasse Bodensee-Vorarlberg                                                                 | Bezirksklasse Bodensee-Vorarlberg |
| ------------------------------------------------------------------------------------------------- | --------------------------------- |
| 1938/39 K1                                                                                        | FC Lustenau                       |
| 1939/40                                                                                           | FC Lustenau 07                    |
| 1940/41                                                                                           | VfB Friedrichshafen               |
| Bezirksklasse Lindau-Vorarlberg                                                                   |                                   |
| 1941/42 K1 K2                                                                                     | FC Lustenau (zu wenig Runden)     |
| 1942/43 – 1944/45                                                                                 | keine Meisterschaft               |
| K1 Änderung des Meisterschaftsmodus und Umbenennung der Liga. K2 Meisterschaft wurde abgebrochen. |                                   |

Ab 1938 übernahm das Nazi-Regime die Austragung der Meisterschaften in Österreich. In Vorarlberg wurde eine Bezirksklasse namens Bodensee-Vorarlberg geschaffen, in der alle Vereine rund um den Bodensee spielten. In jeder Stadt dürfte nur ein Fußballverein existieren. In dieser Liga spielten aus diesem Grund FC Lustenau, VfB Friedrichshafen, SV Feldkirch, SV Weingarten, FC Wangen, FC Lindenberg, TUS Dornbirn, FC Bregenz und FC Bludenz. Zweimal FC Lustenau und einmal VfB Friedrichshafen hießen die Gewinner dieser Zeit. 1941 wurde die Liga in Bezirksklasse Lindau-Vorarlberg umbenannt, denn die Liga bestand aus dem VfB Lindau und den Vereinen aus Vorarlberg. Die Meisterschaft wurde nicht beendet, da die Vereine Ende 1941 aufgehört hatten zu spielen, die letzten im Frühjahr 1942.
1945–1950 Vorarlberger Liga (1. Spielklasse in Vorarlberg)
| Saison                                                        | Meister                |
| Vorarlberger Liga                                             | Vorarlberger Liga      |
| ------------------------------------------------------------- | ---------------------- |
| 1945/46 K1                                                    | SC Austria Lustenau    |
| 1946/47                                                       | Schwarz-Weiß Bregenz   |
| 1947/48                                                       | FC Blau-Weiß Feldkirch |
| 1948/49                                                       | SC Austria Lustenau    |
| 1949/50                                                       | Schwarz-Weiß Bregenz   |
| K1 Änderung des Meisterschaftsmodus und Umbenennung der Liga. |                        |

Nach dem Krieg spielte in der Saison mit SC Austria Lustenau, Blau-Weiß Feldkirch, Rapid Lustenau, SpVgg Bludenz, Schwarz-Weiß Bregenz, SpVgg Dornbirn und SpVgg Höchst sieben Vereine um die Meisterschaft. In der nächsten Saison waren es schon acht, Höchst stieg ab und SpVgg Hard und SpVgg Kennelbach kamen hinzu. In diesen Anfangsjahren gewannen SC Austria Lustenau, Schwarz-Weiß Bregenz und FC Blau-Weiß Feldkirch.
1950–1960 Vorarlberger 1. Liga (3. Spielklasse)
| Saison                                                        | Meister                |
| Vorarlberger 1. Liga                                          | Vorarlberger 1. Liga   |
| ------------------------------------------------------------- | ---------------------- |
| 1950/51 K1                                                    | keine Meisterschaft    |
| 1951/52                                                       | SC Admira Dornbirn     |
| 1952/53                                                       | FC Lustenau 07         |
| 1953/54                                                       | FC Kennelbach          |
| 1954/55                                                       | FC Blau-Weiß Feldkirch |
| 1955/56                                                       | FC Lustenau 07         |
| 1956/57                                                       | FC Rot-Weiß Rankweil   |
| 1957/58                                                       | FC Kennelbach          |
| 1958/59                                                       | FC Rot-Weiß Rankweil   |
| 1959/60                                                       | ESV Bregenz            |
| K1 Änderung des Meisterschaftsmodus und Umbenennung der Liga. |                        |

Vor der Saison 1949/50 wurde in Österreich eine Ligareform durchgeführt, die Tauernliga wurde als zweite Spielklasse eingezogen. Die Arlbergliga wurde ein Jahr später, 1950/51, gegründet und somit war die Vorarlberger 1. Liga eine der dritten Spielklassen in Österreich. Die besseren Vereine Vorarlbergs, die zuvor in der Landesliga gespielt hatten, agierten nun in der Arlbergliga. Deswegen scheinen jetzt andere Vereine auf der Siegerliste auf, die zuvor keinen Titel gewonnen hatten: SC Admira Dornbirn, FC Kennelbach, FC Rot-Weiß Rankweil und ESV Bregenz.
1960–1974 Landesliga Vorarlberg (3. Spielklasse)
| Saison                                                        | Meister                |
| Landesliga Vorarlberg                                         | Landesliga Vorarlberg  |
| ------------------------------------------------------------- | ---------------------- |
| 1960/61 K1                                                    | FC Blau-Weiß Feldkirch |
| 1961/62                                                       | FC Höchst              |
| 1962/63                                                       | Schwarz-Weiß Bregenz   |
| 1963/64                                                       | FC Rot-Weiß Rankweil   |
| 1964/65                                                       | FC Rätia Bludenz       |
| 1965/66                                                       | FC Wolfurt             |
| 1966/67                                                       | VfB Hohenems           |
| 1967/68                                                       | FC Blau-Weiß Feldkirch |
| 1968/69                                                       | FC Rätia Bludenz       |
| 1969/70                                                       | FC Rot-Weiß Rankweil   |
| 1970/71                                                       | FC Höchst              |
| 1971/72                                                       | FC Rätia Bludenz       |
| 1972/73                                                       | Dornbirner SV          |
| 1973/74                                                       | VfB Hohenems           |
| K1 Änderung des Meisterschaftsmodus und Umbenennung der Liga. |                        |

1960/61 wurde die Arlbergliga in Regionalliga West umbenannt. Die Landesliga Vorarlberg blieb die dritte Spielklasse, Meister waren FC Rätia Bludenz dreimal, FC Blau-Weiß Feldkirch, FC Höchst, FC Rot-Weiß Rankweil zweimal und Schwarz-Weiß Bregenz, FC Wolfurt, VfB Hohenems, Dornbirner SV und VfB Hohenems einmal.
1974–1977 Landesliga Vorarlberg (3. Spielklasse)
| Saison                | Meister               |
| Landesliga Vorarlberg | Landesliga Vorarlberg |
| --------------------- | --------------------- |
| 1974/75               | SG Bregenz/Bludenz    |
| 1975/76               | Schwarz-Weiß Bregenz  |
| 1976/77               | SC Austria Lustenau   |

In der Saison 1974/75 wurde die Bundesliga als neue erste Spielklasse eingeführt. Die Nationalliga, die bisher als erste Klasse fungierte, war die neue zweite Spielklasse. Die Alpenliga wurde abgeschafft. Dadurch blieb die Vorarlbergliga die dritte Spielklasse. Die Meisterschaft eroberten die Spielgemeinschaft aus Bregenz und Bludenz, die sich anschließend auflöste, deren Nachfolgeverein Schwarz-Weiß Bregenz und SC Austria Lustenau.
1977–1984 Landesliga Vorarlberg (4. Spielklasse)
| Saison                                                        | Meister                |
| Landesliga Vorarlberg                                         | Landesliga Vorarlberg  |
| ------------------------------------------------------------- | ---------------------- |
| 1977/78 K1                                                    | SC Austria Lustenau    |
| 1978/79                                                       | FC Götzis              |
| 1979/80                                                       | SC Austria Lustenau    |
| 1980/81                                                       | FC Götzis              |
| 1981/82                                                       | VfB Hohenems           |
| 1982/83                                                       | IG Dornbirn/Bregenz    |
| 1983/84                                                       | FC Viktoria 62 Bregenz |
| K1 Änderung des Meisterschaftsmodus und Umbenennung der Liga. |                        |

Mit der Wiedereinführung der Alpenliga in der Saison 1977/78 als dritte Spielklasse, die in der Saison 1980/81 in Regionalliga West umbenannt wurde, und die Landesliga Vorarlberg wurde zur vierten Spielklasse. Den Titel in Vorarlberg erkämpfte sich bis 1984 SC Austria Lustenau und FC Götzis zweimal, VfB Hohenems, die Spielgemeinschaft aus Bregenz und Dornbirn und FC Viktoria 62 Bregenz.
1984–1995 Vorarlberg-Liga (4. Spielklasse)
| Saison                                                        | Meister                |
| Vorarlberg-Liga                                               | Vorarlberg-Liga        |
| ------------------------------------------------------------- | ---------------------- |
| 1984/85 K1                                                    | FC Viktoria 62 Bregenz |
| 1985/86                                                       | SCR Altach             |
| 1986/87                                                       | SC Admira Dornbirn     |
| 1987/88                                                       | Schwarz-Weiß Bregenz   |
| 1988/89                                                       | FC Hard                |
| 1989/90                                                       | SC Austria Lustenau    |
| 1990/91                                                       | FC Nenzing             |
| 1991/92                                                       | Schwarz-Weiß Bregenz   |
| 1992/93                                                       | FC Rot-Weiß Rankweil   |
| 1993/94                                                       | FC Wolfurt             |
| 1994/95                                                       | FC Lustenau 07         |
| K1 Änderung des Meisterschaftsmodus und Umbenennung der Liga. |                        |

Ab 1984 heißt die höchste Liga Vorarlberg-Liga und FC Viktoria 62 Bregenz konnte seinen Titel verteidigen. Es konnten sich Schwarz-Weiß Bregenz (zweimal), SCR Altach, SC Admira Dornbirn, FC Hard, SC Austria Lustenau, FC Nenzing, FC Rot-Weiß Rankweil, FC Wolfurt und FC Lustenau 07 (je einmal) in die Siegesliste eintragen.
1995–2019 Vorarlberg-Liga (4. Spielklasse)
| Saison | Meister                |
| Vorarlberg-Liga                                                                                           | Vorarlberg-Liga        |
| --- | ---------------------- |
| 1995/96 K1 K2                                                                                             | SV Frastanz            |
| 1996/97                                                                                                   | FC Dornbirn 1913       |
| 1997/98                                                                                                   | SC Göfis               |
| 1998/99                                                                                                   | FC Blau-Weiß Feldkirch |
| 1999/2000                                                                                                 | VfB Hohenems           |
| 2000/01                                                                                                   | FC Viktoria 62 Bregenz |
| 2001/02                                                                                                   | FC Rot-Weiß Rankweil   |
| 2002/03                                                                                                   | FC Viktoria 62 Bregenz |
| 2003/04                                                                                                   | FC Dornbirn 1913       |
| 2004/05                                                                                                   | SC Austria Lustenau II |
| 2005/06                                                                                                   | FC Höchst              |
| 2006/07                                                                                                   | Schwarz-Weiß Bregenz   |
| 2007/08                                                                                                   | VfB Hohenems           |
| 2008/09                                                                                                   | SCR Altach II          |
| 2009/10                                                                                                   | FC Höchst              |
| 2010/11                                                                                                   | FC Bizau               |
| 2011/12                                                                                                   | FC Andelsbuch          |
| 2012/13                                                                                                   | FC Höchst              |
| 2013/14                                                                                                   | FC Bizau               |
| 2014/15                                                                                                   | Schwarz-Weiß Bregenz   |
| 2015/16                                                                                                   | VfB Hohenems           |
| 2016/17                                                                                                   | FC Langenegg           |
| 2017/18                                                                                                   | FC Langenegg           |
| 2018/19                                                                                                   | FC Wolfurt             |
| K1 Änderung des Meisterschaftsmodus und Umbenennung der Liga. K2 1995/96: Einführung der Dreipunkteregel. |                        |

Durch die Landesligareform konnte auch die Vorarlberg-Liga professioneller aufgestellt werden und bis 2000 wurden Meister SV Frastanz, FC Dornbirn 1913, SC Göfis, FC Blau-Weiß Feldkirch und VfB Hohenems Meister.
Den Titel in Vorarlberg höchster Liga zwischen 2000 und 2010 holten sich FC Viktoria 62 Bregenz zweimal, FC Rot-Weiß Rankweil, FC Dornbirn 1913, die zweite Mannschaft von SC Austria Lustenau, FC Höchst, Schwarz-Weiß Bregenz, VfB Hohenems, die zweite Mannschaft von SCR Altach und FC Höchst.
Ab 2010 erspielten sich FC Bizau, FC Andelsbuch, FC Höchst, FC Bizau, Schwarz-Weiß Bregenz, VfB Hohenems FC Langenegg und FC Wolfurt die Meisterschaft.
 2019–2023 Eliteliga Vorarlberg (3. Spielklasse)
| Saison                                                        | Meister                                           |
| Eliteliga Vorarlberg                                          | Eliteliga Vorarlberg                              |
| ------------------------------------------------------------- | ------------------------------------------------- |
| 2019/20 K1                                                    | wegen COVID-19-Pandemie in Österreich abgebrochen |
| 2020/21                                                       | wegen COVID-19-Pandemie in Österreich abgebrochen |
| 2021/22                                                       | SC Röthis                                         |
| 2022/23                                                       | SC Röthis                                         |
| K1 Änderung des Meisterschaftsmodus und Umbenennung der Liga. |                                                   |

Die Eliteliga wird anstelle der Regionalliga West bundeslandintern jeweils in einer Regionalliga Salzburg, Regionalliga Tirol und Eliteliga Vorarlberg im Herbst mit jeweils 10 Vereinen ausgespielt. Daher stiegen sieben Vereine (FC Dornbirn 1913 stieg in die 2. Liga auf), FC Wolfurt, FC Lauterach, RW Rankweil, SC Röthis, Dornbirner SV und SC Austria Lustenau II, aus der Vorarlberg-Liga, die mit 14 Vereinen weitergespielt wird, in die neugegründete Regionalliga Salzburg auf.
 seit 2023 Eliteliga Vorarlberg (4. Spielklasse)
| Saison               | Meister              |
| Eliteliga Vorarlberg | Eliteliga Vorarlberg |
| -------------------- | -------------------- |
| 2023/24              | FC Lauterach         |
| 2024/25              | FC Lustenau 07       |

Ab der Saison 2023/24 wurde wieder die Regionalliga West wieder als dritte Spielklasse im Westen Österreichs eingeführt. Die Eliteliga Vorarlberg ist somit wieder eine vierte Spielklasse.

## Bezeichnung (Sponsor)
Die Landesliga in Vorarlberg hat zurzeit keinen Sponsor im Namen. Folgende Sponsoren beziehungsweise Namensänderungen hat die Landesliga in ihrer Namensgebung gehabt.
- Vorarlberger A-Klasse: 1920/21–1937/38
- Bezirksklasse Bodensee-Vorarlberg: 1938/39–1941/42
- Vorarlberger Liga: 1945/46–1949/50
- Vorarlberger 1. Liga: 1951/52–1959/60
- Landesliga Vorarlberg: 1960/61–1983/84
- Vorarlberg-Liga: 1984/85–2018/19
- Eliteliga Vorarlberg: seit 2019/20

## Spielmodus
Die Liga umfasst 17 Teams, wobei pro Saison jeder Verein gegen jeden anderen je ein Heim- und ein Auswärtsspiel bestreitet. Eine Saison umfasst also 32 Spiele. Der Meister der Vorarlbergliga ist zum Aufstieg in die drittklassige Eliteliga Vorarlberg berechtigt. Verzichtet er auf den Aufstieg, kann dies seit der Saison 2011/12 zu einem Zwangsabstieg aus der Liga führen. Die Anzahl der Teams, die direkt in die fünftklassige Landesliga absteigen, hängt von der Zahl vorarlbergerischer Absteiger aus der Regionalliga West ab – pro Saison gibt es aber zumindest einen Fixabsteiger. Umgekehrt steigen aus der Landesliga jedes Jahr zwei Vereine direkt in die Vorarlbergliga auf. Zudem wird seit der Saison 2014/15 am Meisterschaftsende in Hin- und Rückspiel eine Relegation zwischen dem Ligadritten der Landesliga und dem schlechtestplatzierten Nichtabsteiger der Vorarlbergliga ausgetragen.

## Teilnehmer
Folgende Vereine nehmen an der Saison 2019/20 teil:
| FC Alberschwende FC Andelsbuch VfB Bezau FC Bizau SC Admira Dornbirn FC Egg | FC Blau-Weiß Feldkirch SC Fussach SC Göfis FC Hard FC Höchst SV Lochau | FC Nenzing SV Ludesch FC Lustenau FC Schruns |

## Die Titelträger
Die Titelträger bis zur Saison 1944/45
17 Meistertiteln
FC Lustenau 07 (1921, 1922, 1923, 1924, 1925, 1926, 1927, 1929, 1931, 1932, 1933, 1934, 1935, 1936, 1938, 1939, 1940)
2 Meistertiteln
SC Austria Lustenau (1930 M1, 1937)
1 Meistertitel
VFB Friedrichshafen (1941)
FC Bregenz (1928)
Die Titelträger seit der Saison 1954/46
7 Meistertiteln
SC Austria Lustenau (1946, 1949, 1977, 1978, 1980, 1990, 2005 M2)
FC Rot-Weiß Rankweil (1957, 1959, 1964, 1970, 1993, 2002)
6 Meistertiteln
VfB Hohenems (1967, 1974, 1982, 2000, 2008, 2016)
FC Rot-Weiß Rankweil (1957, 1959, 1964, 1970, 1993, 2002)
5 Meistertiteln
FC Höchst (1962, 1971, 2006, 2010, 2013)
FC Blau-Weiß Feldkirch (1948, 1954, 1961, 1968, 1999)
Schwarz-Weiß Bregenz (1947, 1950, 1963, 1975 M3, 1976, 1988, 1992)
4 Meistertiteln
FC Lustenau 07 (1953, 1956, 1995, 2025)
FC Viktoria 62 Bregenz (1984, 1985, 2001, 2003)
3 Meistertiteln
FC Wolfurt (1966, 1994, 2019)
FC Dornbirn 1913 (1983 M4, 1997, 2004)
FC Rätia Bludenz (1965, 1969, 1972)
2 Meistertiteln
| SC Röthis (2022, 2023) FC Langenegg (2017, 2018) Schwarz-Weiß Bregenz 2005 (2007, 2015) FC Bizau (2011, 2014) | SCR Altach (1986, 2009 M1) SC Admira Dornbirn (1952, 1987) FC Götzis (1979, 1981) FC Kennelbach (1954, 1958) |

1 Meistertiteln
| FC Lauterach (2024) FC Andelsbuch (2012) SC Göfis (1998) SV Frastanz (1996) | FC Nenzing (1991) FC Hard (1989) Dornbirner SV (1973) ESV Bregenz (1960) |